# Ardmore (Ierland)
Ardmore (Iers: Aird Mhór, letterlijk vertaald "Grote Hoogte") is een plaats in het Ierse County Waterford. Het dorp heeft een inwonersaantal van ruim 400 (anno 2006) en ligt dicht bij Youghal aan de zuidkust. Ardmore is de oudste christelijke nederzetting van Ierland. Sint Declan leefde in het gebied in de periode van 350 tot 450 na Christus en verspreidde het christelijke geloof voordat St. Patrick kwam.

## Geschiedenis

### Kerkelijke historie
De parochie is gelegen in het rooms-katholieke bisdom Waterford en Lismore. Bij de Synode van Rathbreasail in 1111 verkreeg de parochie de status van bisdom, mede door het St. Declan klooster. De huidige parochiekerk is de belangrijkste kerk in de parochie van Ardmore en Grange, maar als gevolg van een gebrek aan priesters in het gebied verzorgt de pastoor, pater Milo, deze parochie. De kerk is vaak de locatie van bazaars en markten, samen met het buurthuis (de Saint Declan's Hall).
Er is ook een oude Church of Ireland-kerk in het dorp, dat deel uitmaakt van de parochie van Youghal.

## Ruïnes
Op een heuvel boven het dorp bevindt zich een goed bewaard dertig meter hoge 12e-eeuwse ronde toren en de ruïnes van een kathedraal met daarin een drietal Ogham-stones. Ook is er een oratorium dat dateert uit de achtste en dertiende eeuw, op andere plaatsen herinneren de Sain Declan's Well en de Saint Declan's stone aan de stichter van het klooster.

### De Toren
Ardmore Round Tower, die werd gebouwd in de 12e eeuw, is een van de best bewaarde voorbeelden in Ierland. De taps toelopende toren is 30 meter hoog en de toegang ligt 4 meter boven het maaiveld.
De torens waren een vluchtmogelijkheid voor de monniken van het klooster in geval van overvallen door Vikingen en door rondtrekken Ierse roversbenden onder aanvoering van hun stamhoofden.
Bij gevaar namen de monniken hun kostbare boeken en andere schatten mee de toren in en trokken vervolgens de houten ladder, waarmee zij de toegang bereikten, naar binnen.

### Ardmore Cathedral
Op het terrein van het St. Declan's klooster ligt de ruïne van deze kathedraal die werd geconstitueerd in 1170. De kerk werd gebouwd in romaanse stijl door Meolettrim 0 Duibh-Rathra voor 1200, het gebouw bestaat uit meerdere bouwfasen uit verschillende bouwperioden en stijlen.
Het oudste gedeelte is het koor dat waarschijnlijk dateert uit de 9e eeuw, het schip is uit de 12e eeuw en latere werken aan de zuidmuur en oostgevel dateren uit de 14e eeuw.
Aan de buitenzijde van de zuidelijke muur zijn verschillen bas-reliefs aangebracht met voorstellingen van Bijbelse verhalen. De beelden op de onderste panelen zijn het best bewaard gebleven en tonen Adam en Eva bij de Boom van de kennis van goed en kwaad en het Salomo's oordeel.
Ook de aanbidding der Wijzen uit het kerstverhaal zijn te onderscheiden. De kathedraal bevat ook drie Ogham-stenen, die geplaatst waren in kleine alkoven. 
Sommige elementen van de oorspronkelijke structuur kunnen nog steeds worden bekeken in het gebouw van de huidige Church of Ireland-kerk, St. Paul's, die dicht bij het complex ligt.

### Ogham Stone
In de ruïne van de Cathedral staat in een nis een Oghamsteen (National Monuments Service Record Number: WA040-008005-1), de steen is aan de bovenkant afgebroken. Waarschijnlijk is dit gebeurd om hem als steen in een bouwwerk te gebruiken. De steen bevond zich oorspronkelijk in de oostmuur van het St Declan's Oratorium op het terrein van het klooster.
De steen is overigens in goede staat en heeft een afmeting van 127 cm. hoog, 28 cm. breed en 30 cm. dik, een tweede exemplaar bevindt zich in het National Museum of Ireland en in de Cathedral staan nog twee andere stenen..
Onderzoek toonde aan dat er twee grafschriften zijn aangebracht, de eerste om twee hoeken een omhoog en een omlaag, de andere op een andere hoek omhoog gebeiteld, misschien betreft het ook één tekst.
Transliteratie en vertaling geeft: van Luguid zoon van ...? afstammeling van Nad-Segamon.

### Saint Declan’s Well
De bron ligt ten oosten van Ardmore op Ardmore Head dicht bij de kust. De bron dateert uit de 14e eeuw bij de bron bevinden zich ook nog de ruïnes van een kerk.
De bron is altijd een belangrijke pelgrimsplaats geweest.

### Saint Declan's stone
De legende vertelt dat Saint Declan een gouden bel uit de hemel kreeg tijdens de viering van de mis.
Toen de heilige tijdens zijn reis uit Rome via Wales was vertrokken bedacht hij opeens dat hij was vergeten de bel mee te nemen die hij had achtergelaten op een rots aan de kust. 
Hij bad tot God en een rotsblok met zijn bel verscheen en dreef op de golven voor zijn boot naar de kust in Ierland. 
Dit rotsblok bevindt zich op het strand bij Ardmore waar het tegenwoordig alleen bij eb zichtbaar wordt. De rots lijkt uit een ijstijd te zijn, aangezien het de enige steen in zijn soort op het strand is. Onder de rots is een kleine holte waar pelgrims, die op de feestdag van de heilige er onderdoor kruipen, zullen genezen van artritis, maar als de degene die dat doet onwaardig is kunnen ze voor eeuwig beklemd raken onder de steen om zo voor hun zonde te boeten.

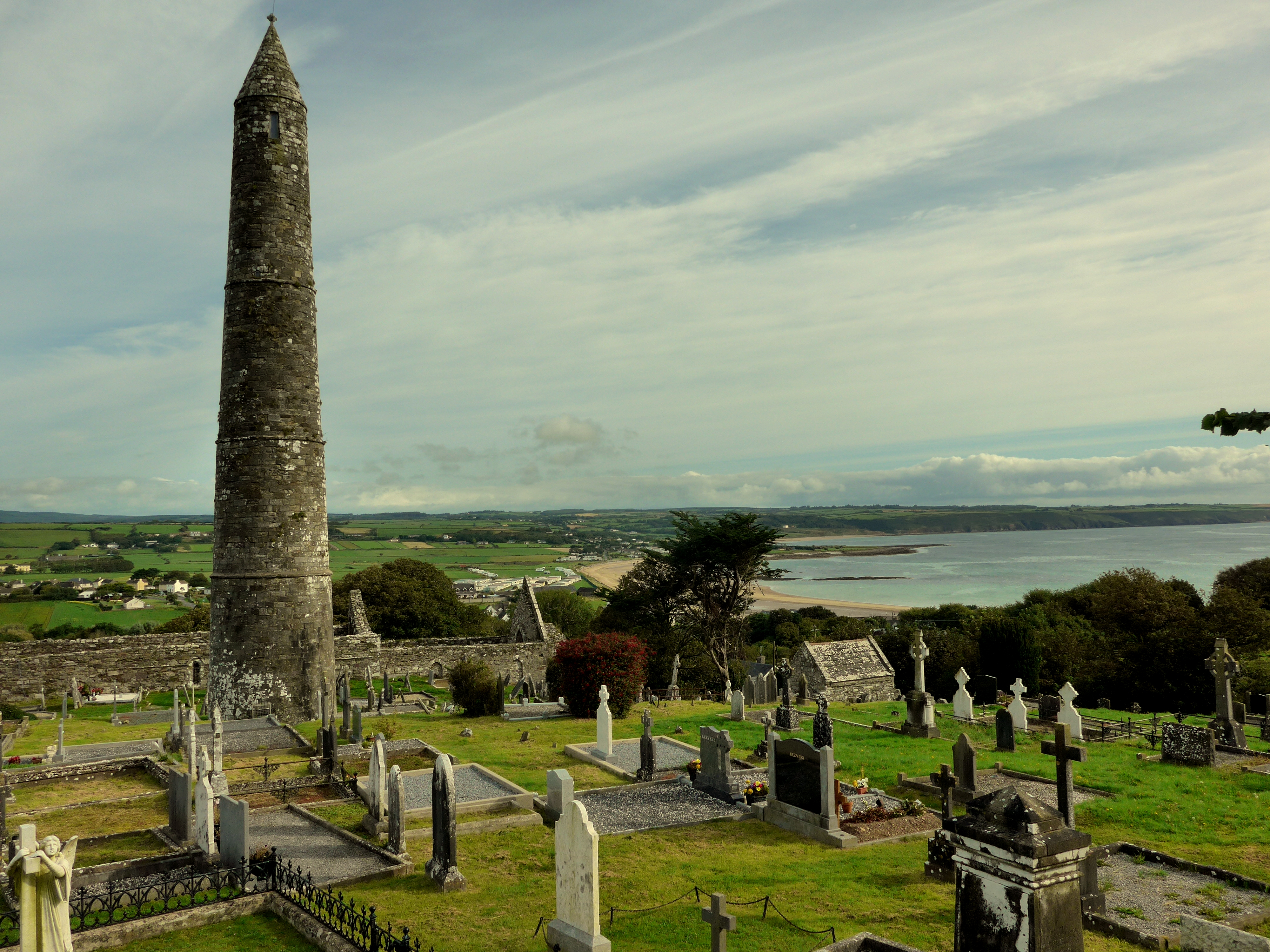
round tower
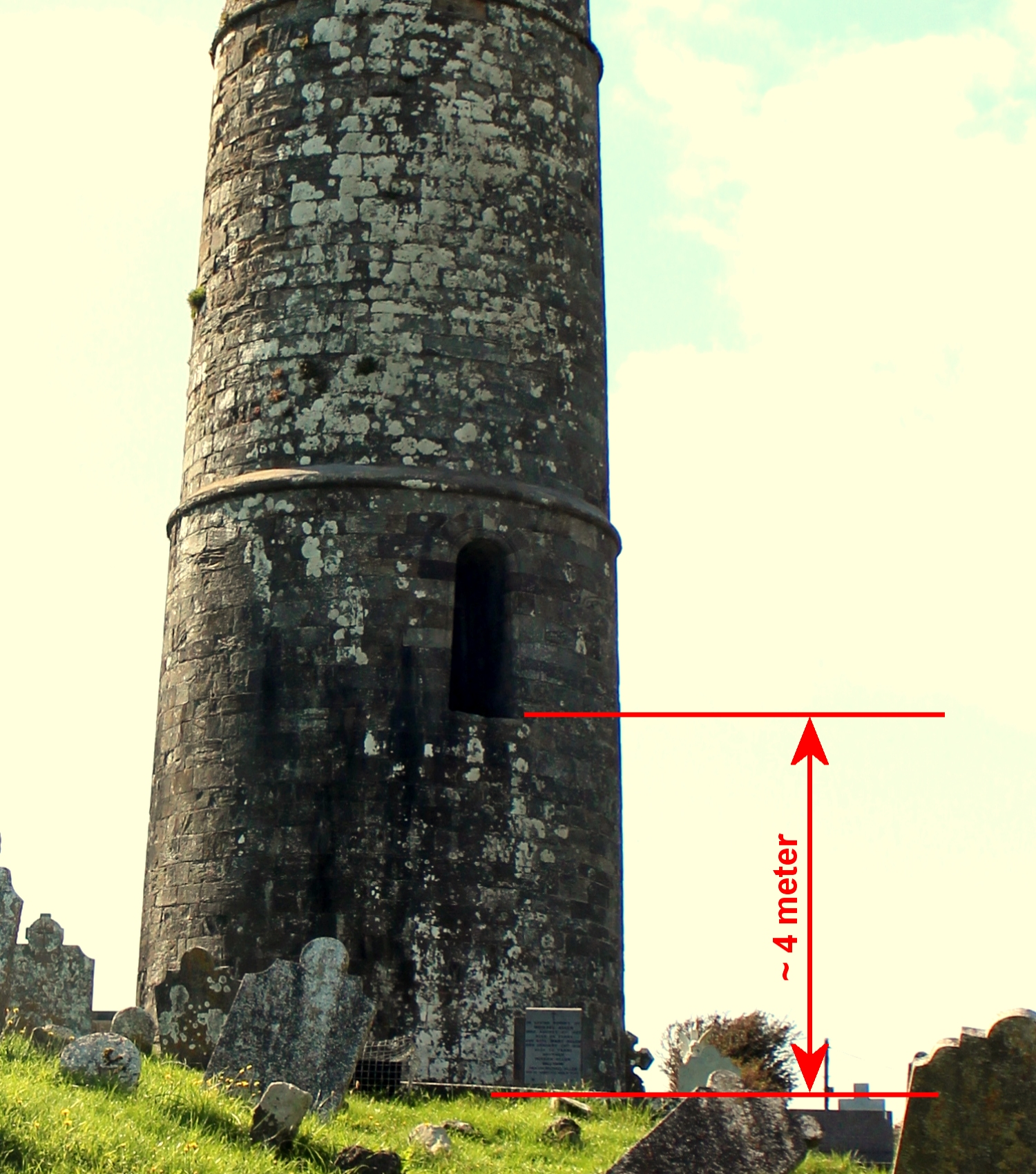
Tower hoogte ingang
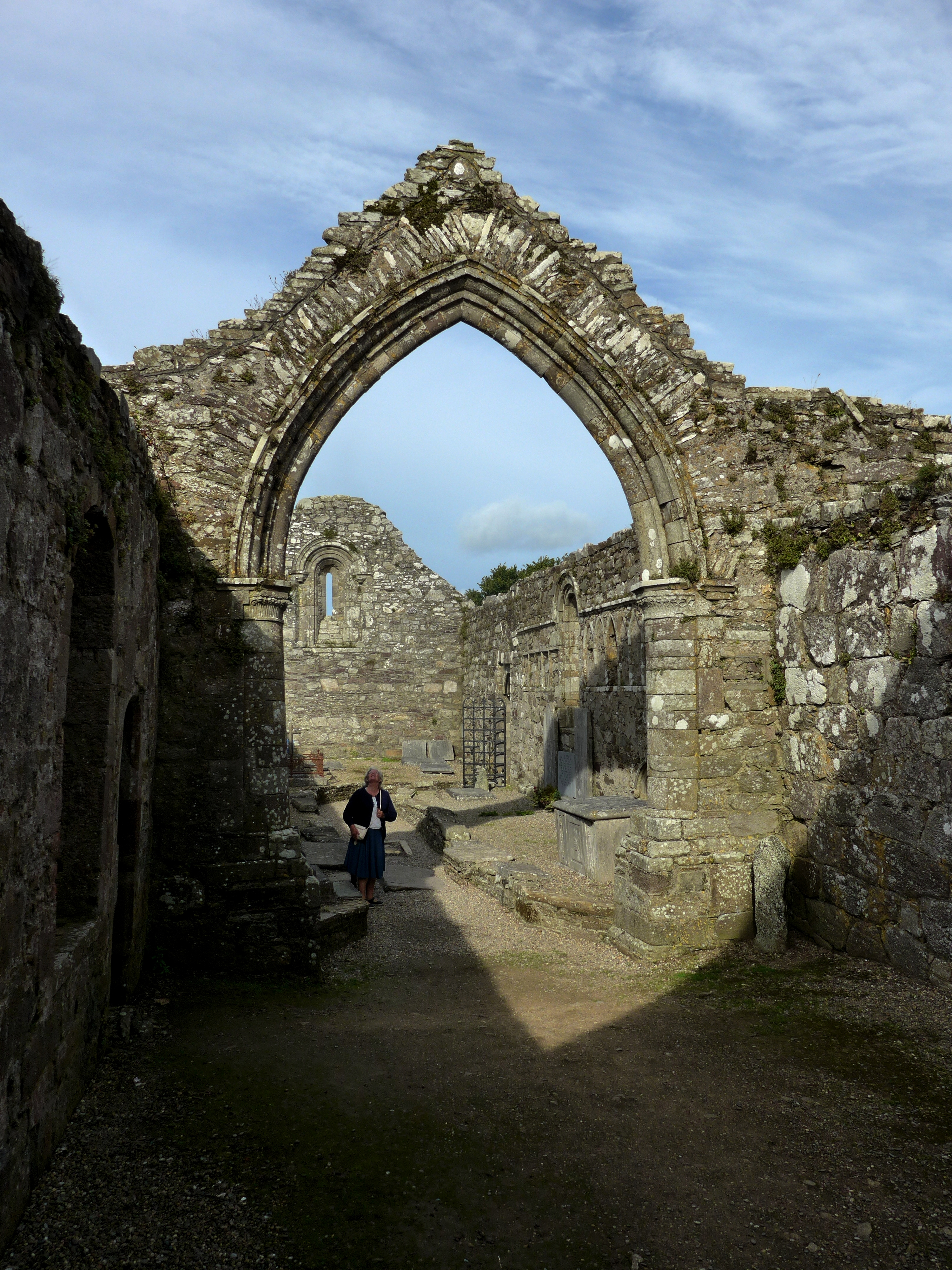
Cathedral, boog tussen schip en koor
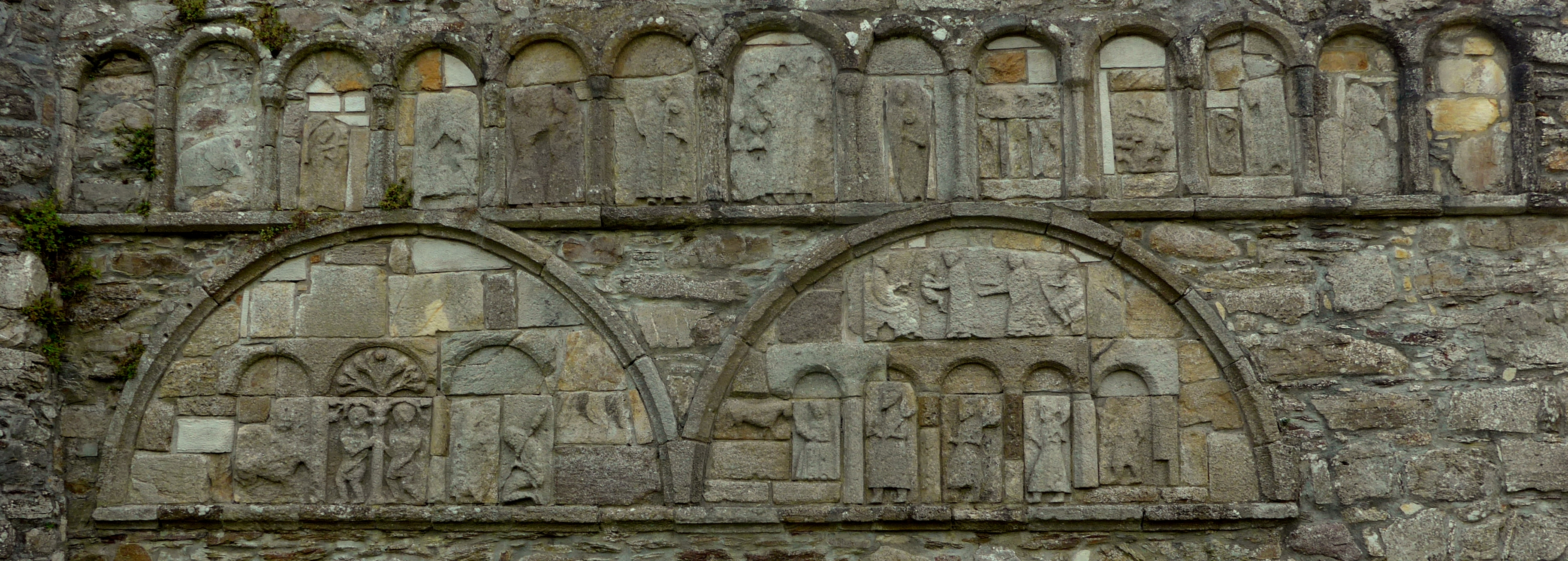
Bas reliëf in zuidmuur van de ruïne van Ardmore church
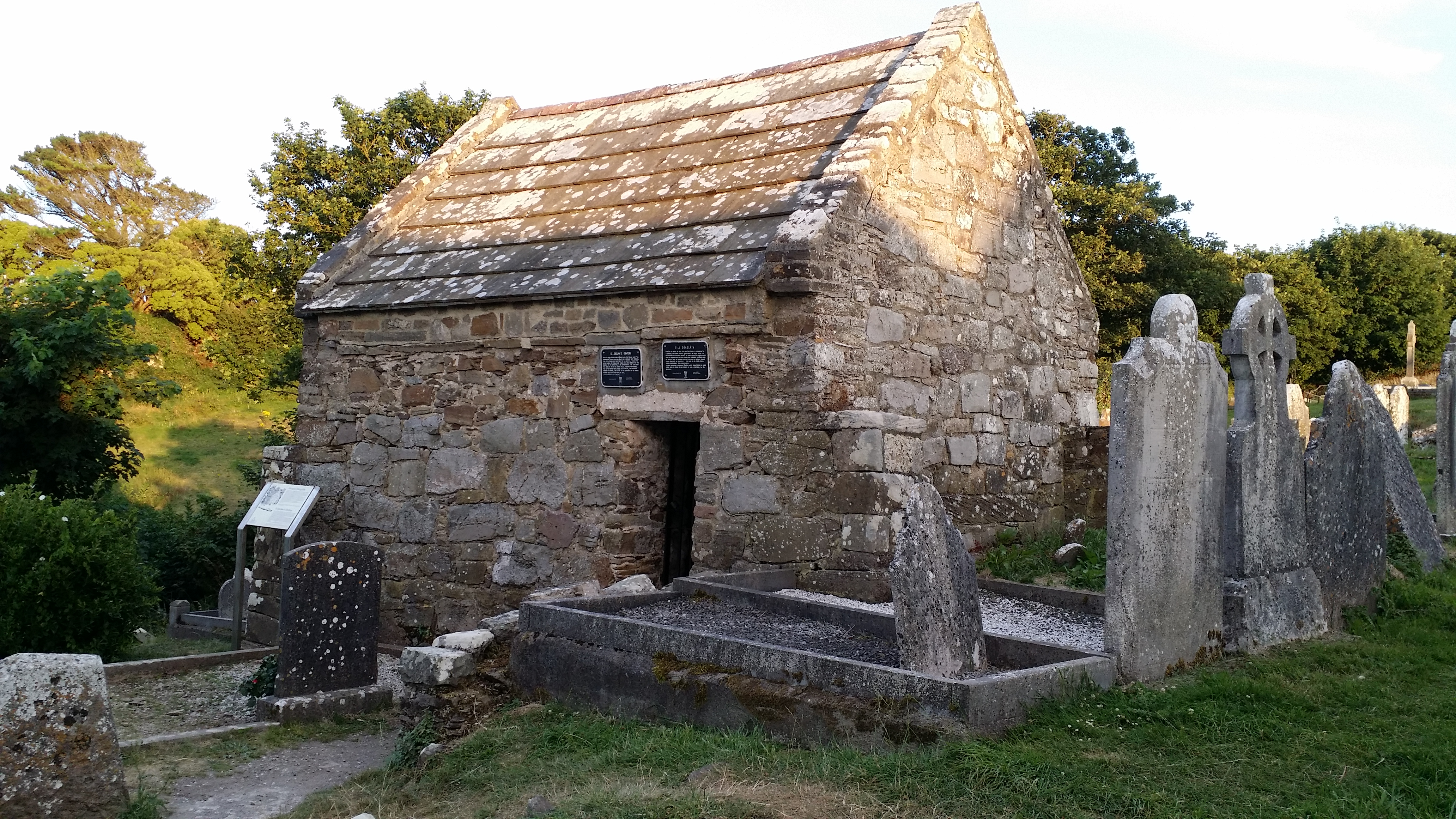
Oratorium
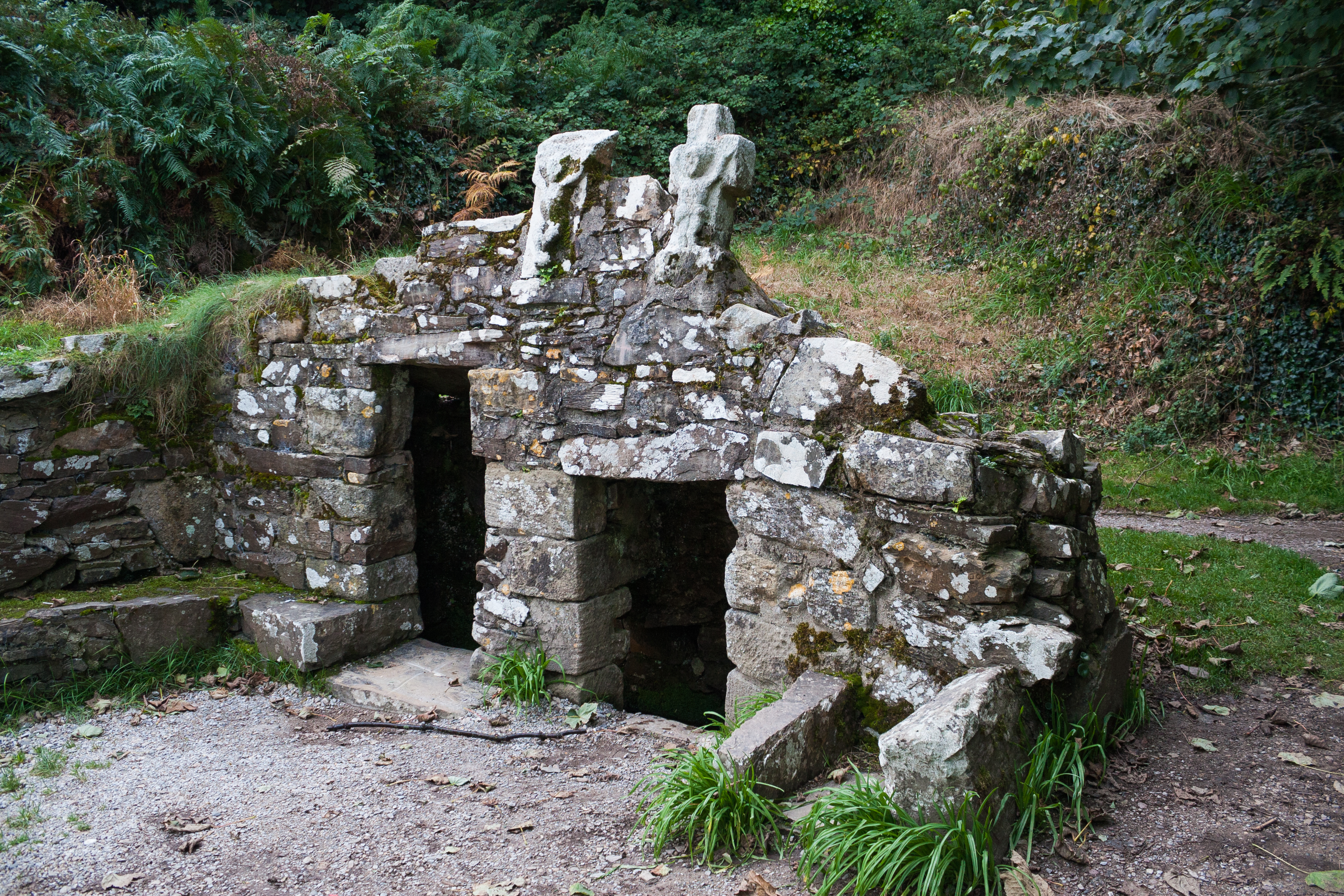
Saint Declan's Well
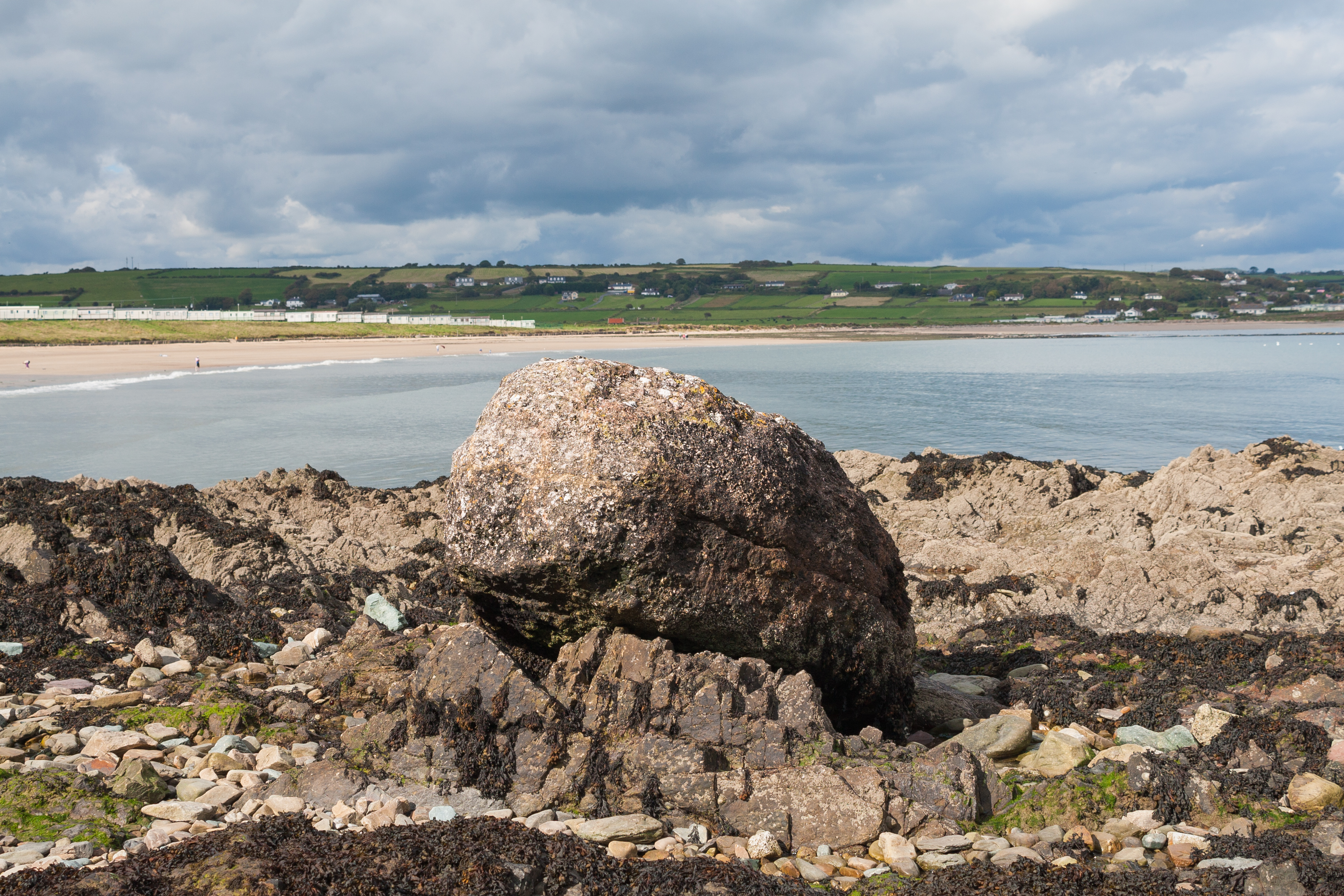
Saint Declan’s Stone

## Saint Declan
Als kind werd St. Declan opgevoed in een pleegoudergezin van voorname gestudeerde mensen, een gewoonte die in de 5e eeuw gebruikelijk was in Ierland.
Na zij studie in Rome werd hij tot priester en bisschop gewijd en vertrok om als missionaris in Ierland te gaan werken.
Toen hij de terugreis vanuit Roma aanvaardde ontving hij als Hemelse gave een kleine zwarte klok (de Duibhín Deagláin) die hem zou helpen zijn levenstaak te volbrengen.
Na een wonderbaarlijke reis waarin alles, dankzij het klokje, voorspoedig verliep zette hij, eveneens op aanwijzing van het klokje, voet aan land aan de kust van Waterford op een schiereiland bij Youghal Haven bij de plaats die Ardmore (grote hoogte) heette.
Hier moest hij een kerk stichten, hij werd de eerste bisschop van Ierland die door de latere St. Patrick nogmaals bevestigd werd.
Hij werd beschouwd als de patroonheilige van de Déisi Muman van Oost-Munster, zijn vader behoorde bij deze koninklijke dynastie.
De rechtop staande stenen van Dog's Pass in de Comeragh Mountains herinneren aan een bijzonder verhaal. Een plaatselijk stamhoofd probeerde Declan te bedriegen door hem gebraden hond voor te zetten en te zeggen dat het een vette ram was.
Declan herkende meteen het werk van de duivel, hij wekte de hond weer tot leven en het stamhoofd liet zich vervolgens dopen. De hond vloog over de heuvels weg en wordt in de nacht voor 24 juli nog geregeld gehoord door de plaatselijk bevolking.
Na een zeer werkzaam leven waarin hij de kerk in Ierland vestigde, het bijgeloof bestreed en velen tot geloof bracht keerde Declan, toen hij oud en zwakker werd, terug naar Ardmore. Omringd door zijn volgelingen stierf hij op 9 augustus (volgens de Romeinse kalender de huidige kalender 24 juli) midden 5e eeuw,  hij werd begraven op de begraafplaats van Declan's High-Place op een plaats  door een engel aangeduid. 
Een film gemaakt aan het begin van de 20e eeuw geeft een beeld van de pelgrimage die tot op de dag van vandaag (2020) nog plaats vindt.

## Vishistorie
In de afgelopen decennia verloor Ardmore zijn status als een vissersdorp, toen de visserij met steeds meer wetten werd beperkt, en met de traditionele manier van leven als visser werd weinig rekening gehouden door de EU en de nationale wetgevers. De vitale havenontwikkeling blijft ongedekt en grotere vaartuigen zijn niet in staat om de huidige havenfaciliteiten te gebruiken door gebrek aan waterdiepte. Maar een klein aantal vissers behoudt een deel van de oude visserij-praktijken als ze gaan vissen bij Ardmore. De Samson, een kraanschip, verging op RAM Head in de buurt van het dorp tijdens een storm in december 1987 toen het werd verplaatst van Liverpool naar Malta. Haar wrak is nu een populaire duikplek. Er zijn vele andere oudere wrakken in het gebied. De resterende kiel van het recentste wrak,  Fee des Ondes, kan nog steeds worden waargenomen op het strand bij eb.

## Recreatie, toerisme en voorzieningen
Ardmore is een populaire badplaats en stond in 2014 al eens op de shortlist van de Tourism Towns Award. Het beschikt over een lang strand van ongeveer een mijl, dat meestal wordt aangeduid als Main Beach. Ook ligt het dicht bij enkele andere stranden als Goat Island en Whiting Bay.
Het dorp bestaat uit twee hotels, een aantal cafés en restaurants, een benzinestation, een pier en een winkel. Er zijn ook enkele sportverenigingen en een basisschool. Er is een rotspad dat begint bij het Cliff House Hotel en eindigt in de hoofdstraat van het stadje. Deze route loopt langs de hoogtepunten in de plaats en de omgeving en wordt vaak gelopen door toeristen.